# O Menino no Espelho
O Menino no Espelho é um romance juvenil escrito por Fernando Sabino, publicado em 1982. O livro é uma autobiografia em que convivem o personagem criança (personagem principal) e o personagem adulto. A história inspirou o filme do mesmo nome, lançado em 2014.

## Sinopse
O Menino no Espelho relata aventuras fantasiosas de Fernando, um menino de nove anos. Os capítulos podem ser lidos em diversas sequências, uma vez que não seguem uma ordem linear.
O livro é composto de doze seções.
| Seção        | Título                        | Resumo | Referência |
| ------------ | ----------------------------- | --- | ---------- |
| PRÓLOGO      | O MENINO E O HOMEM            | Uma criança (personagem principal) conversa com um homem desconhecido, com o qual faz amizade. | [ 4 ]      |
| CAPÍTULO I   | GALINHA AO MOLHO PARDO        | A cozinheira da casa, Alzira, pretende preparar uma galinha, com a qual o personagem principal fez amizade e que batizou de Fernanda. |            |
| CAPÍTULO II  | O CANIVETINHO VERMELHO        | Fernando, o personagem principal, vai ao cinema assistir a um filme de um homem que faz milagres. Ele volta a sua casa com o poder de fazer milagres. |            |
| CAPÍTULO III | COMO DEIXEI DE VOAR           | Fernando assiste a um show de aeroplanos (aviões). Motivado, ele decide construir seu aeroplano, mas este não funciona. Ele não desiste e procura outra forma de voar. |            |
| CAPÍTULO IV  | O MISTÉRIO DA CASA ABANDONADA | Fernando estabelece uma associação de espionagem chamada Olho do Gato, cujos integrantes são Pastoff, o coelho de seu irmão, Hidemburgo, o cachorro da casa, Odnaref e Anairam. Juntos se comunicavam e faziam reuniões, mas um dia eles descobrem a existência de uma casa abandonada e vão investigar. |            |
| CAPÍTULO V   | UMA AVENTURA NA SELVA         | Fernando, inspirado pelos seus heróis Tarzan e Robinson Crusoé, constrói uma cabana no seu quintal e fica lá. Seu pai percebe sua habilidade com ferramentas e prática com materiais e o manda para um acampamento de escoteiros, em que o líder é seu irmão. Eles chegam ao local do acampamento e começam a coletar materiais. A tarefa de Fernando era pegar gravetos e lhe disseram para não se separar dos outros. Muito distraído com a tarefa ele se perdeu. |            |
| CAPÍTULO VI  | O VALENTÃO DA MINHA ESCOLA    | Fernando estudava em uma escola não muito diferente das outras escolas, mas na classe dele faziam pegadinhas o dia todo com os professores, como colocar baratas na sala, infiltrar sapos nas bolsas. As brincadeiras ocorriam às vezes fora da sala e faziam com que se machucassem muito gravemente. Certo dia o valentão da turma, cujo nome o Fernando não se lembrava mas era chamado de Birica, implicou com ele. Todos tinham medo dele por ele ser um ou dois anos mais velho, inclusive o Fernando, que era dos mais novos da turma. |            |
| CAPÍTULO VII | O MENINO NO ESPELHO           | Fernando tinha um colega chamado Gerson, que tinha uma máquina fotográfica que usava somente para retratar fotos dele mesmo. Certo dia ele pediu para Fernando fazer uma experiência de ficar no muro como se conversasse com alguém, daí o Gerson fotografava e depois tirava outra foto como se Fernando fosse a pessoa com quem ele estava conversando na primeira foto. Ao ver o resultado, Fernando ficou espantado ao ver ele conversando com a sua própria face, um do lado do outro. Depois disso, ele começou a pensar como seria ter alguém igualzinho a ele, que pensasse igual, se vestisse igual e falasse igual. Fernando começou a procurar essa pessoa igual a ele, mas não encontrou ninguém, até que um dia Fernando se olhou no espelho e viu alguém idêntico a ele. A única diferença que Fernando notou foi que tudo que era do lado direito para Fernando era esquerdo para o espelho. Fernando sorriu para o espelho e depois acenou, mas o espelho continuava sorrindo até que Fernando o puxou para fora e descobriu algo surpreendente. |            |
| CAPÍTULO VII | MINHA GLÓRIA DE CAMPEÃO       | Fernando era apaixonado por futebol, mas não conseguia prestar atenção no jogo. O irmão dele era goleiro do time regional, chamado América, que era seu time do coração. Fernando sempre jogava em seu campo com seus amigos, mas nunca o escolhiam. Era sempre o último, pois consideravam ele uma desvantagem enorme. Ele tinha até que trocar de time a cada tempo. Um dia ele voltou muito triste, pois não o achavam bom. Ele treinou durante vários dias para melhorar. Seu irmão mais velho, que era goleiro profissional, assistia os treinos escondidos, até que um dia ele começou a ajudar Fernando, mas sem muito sucesso, pois jogavam em posições diferentes. No dia de um jogo do América que Fernando foi assistir um jogador se machucou gravemente. O jogo estava empatado, mas sem um jogador o time perderia, pois já tinha utilizado todos os reservas. O jogador machucado era da posição de Fernando. Chamaram Fernando. Nos últimos minutos surpreendentemente a bola veio até Fernando sozinho com o gol.                                |            |
| CAPÍTULO IX  | NAS GARRAS DO PRIMEIRO AMOR   | Fernando pergunta para sua amiga se ela quer namorar com ele, mas ela diz que já tem namorado e corre para sua casa. Ela traz sua foto e era um ator de cinema. Fernando diz que ela não vai encontrar com aquele homem bem provavelmente nunca. A prima desconhecida de Fernando vem para sua cidade e Fernando acaba namorando com ela, mesmo sendo mais velha, até que Fernando descobre que ela também já tem um namorado chamado Peixoto. Fernando com muita raiva desse homem faz de tudo para que ele se dê mal até sua prima voltar a sua cidade natal. |            |
| CAPÍTULO X   | A LIBERTAÇÃO DOS PASSARINHOS  | Fernando acha uma mangueira com uma manga muito madura, mas com um pássaro prestes a devorá-la. Fernando chama sua amiga Mariana para lhe dar a manga. Depois ele tem a ideia de fazer uma brincadeira de molhar quem passasse na rua e sair correndo. Foram várias as vítimas dessa brincadeira, inclusive o vizinho Pape Faria, que foi enfurecido reclamar com o pai de Fernando. O pai chamou o vizinho de Patifaria. Os dois amigos riram e o homem partiu declarando uma guerra. Fernando e seus amigos jogavam bola e a bola acabou indo na casa do vizinho. O menino mais forte foi buscar a bola, mas a bola tinha sido furada pelo homem. Fernando depois tentou pegar outra manga mas acertou um pássaro, que caiu morto no chão. Fernando teve a maluca ideia de comê-lo mas não o fez. Muito triste pela morte do pássaro tentou vingar o pássaro libertando os pássaros do vizinho. |            |
| EPÍLOGO      | O HOMEM E O MENINO            | Fernando fala do ponto de vista dele como adulto, contando a história do prólogo, mas da sua visão. |            |

## Análise
A obra é escrita em primeira pessoa, conectando memórias de infância e considerações adultas de Fernando Sabino. Foi notado o paralelismo entre o prólogo e o epílogo, respectivamente "O menino e o homem" e "O homem e o menino", em que há um espelho narrativo. O espelhamento cria um entrelaçamento entre a infância e a vida adulta.
O estilo do livro é considerado notável, por estabelecer um elo entre elementos íntimos e referências sociais: "Pelo viés subjetivo, Sabino revela fractais de memória que transmitem ao leitor suas vivências de criança, as amizades, seus bichinhos de estimação, a casa onde viveu em Belo Horizonte, a relação com os pais etc. Por meio do ponto de vista objetivo, ela seleciona dados que podem ser verificáveis no mundo e, por isso, dão a seu texto um efeito de realidade e verdade".

## Legado e influências
A obra é frequentemente utilizada como material de referência escolar, dentre outros motivos por tratar de como são formadas as memórias infantis e oferecer uma introdução literária associada a um repertório de crianças.
Lançado em 2014, o filme "O Menino no Espelho", de Guilherme Fiúza Zenha, é considerado uma homenagem ao livro e também é voltada ao público juvenil.